# Acropora derawanensis
Acropora derawanensis е вид корал от семейство Acroporidae. Видът е световно застрашен, със статут Уязвим.

## Разпространение
Разпространен е в Австралия, Индонезия, Малайзия, Микронезия, Папуа Нова Гвинея, Сингапур, Тайланд и Филипини.

## Описание
Популацията им е намаляваща.